# Осташовский сельсовет
Осташовский сельсовет — упразднённая административно-территориальная единица, существовавшая на территории Московской губернии и Московской области до 1958 года.
Осташовский сельсовет был образован в первые годы советской власти. По данным 1919 года он входил в состав Усмерской волости Бронницкого уезда Московской губернии.
В 1923 году к Осташовскому с/с был присоединён Анфаловский с/с.
По данным 1926 года в состав сельсовета входили село Осташово и деревня Анфилово, а также школа, лесная сторожка и лесная дача.
В 1929 году Осташовский с/с был отнесён к Воскресенскому району Коломенского округа Московской области. При этом к нему был присоединён Шуклинский с/с.
14 июня 1954 года к Осташовскому с/с были присоединены Кладьковский и Климовский с/с.
27 августа 1958 года селения Осташово, Анфалово, Кельино и Шуклино Осташовского с/с были переданы в Барановский с/с. При этом Осташовский с/с был переименован в Кладьковский с/с, в состав которого вошли селения Игнатьево, Кладьково, Климово, Лунево и Муравлёво..